# Els cavallers del sud del Bronx
Els cavallers del sud del Bronx (títol original: Knights of the South Bronx), és un telefilm estatunidenc dirigit per Allen Hughes, difós l'any 2005. Ha estat doblada al català.

## Argument
Richard Mason (Ted Danson) és un reeixit executiu que, després de perdre la seva feina, decideix dedicar-se a la seva veritable passió: l'ensenyament. Aconsegueix treball en un precari col·legi del barri novaiorquès del Bronx i els seus alumnes són nois conflictius i indisciplinats. Quan descobreix la fascinació que alguns alumnes senten pels escacs, recorrerà a aquest joc per cridar la seva atenció sobre altres assignatures. La passió dels xavals és tal que els fa participar en tornejos amb escoles rivals. Al principi no sortiran ben parats, però la tenacitat i l'afany de superació els portarà a l'èxit i, a més, els donarà l'oportunitat de presentar-se als campionats nacionals. La destresa adquirida amb el joc enfortirà la seva autoestima, aprendran a competir i els ajudarà a desenvolupar-se en la vida.

## Repartiment
- Ted Danson: Richard Mason
- Malcolm David Kelley: Jimmy
- Karen Leblanc: Dolly
- Clifton Powell: Cokey
- Keke Palmer: Kenya Russell
- Devon Bostick: Darren
- Brian Markinson: Arnie
- Kate Vernon: la dona de Richard
- Alex Karzis: Kaspàrov

## Premis
- 2005: Sindicat d'Actors (SAG): Nominada a Millor actor (Telefilm o Miniserie) (Danson)